# Regionalwahl in Sardinien 1953
Die Regionalwahl in Sardinien 1953 fand am 14. Juni statt. Gewählt wurden 65 Abgeordnete zum Regionalrat.
Der Präsident und die Mitglieder des Regionalausschusses (Giunta regionale) wurden vom Regionalrat aus den Reihen seiner Mitglieder gewählt.

## Liste der Präsidenten
Präsidenten des Regionalausschusses während der II. Legislaturperiode (1953–1957):
- Luigi Crespellani (DC), 1953–1954;
- Alfredo Corrias (DC), 1954–1955;
- Giuseppe Brotzu (DC), 1955–1957.

## Wahlergebnis
| Listen | Listen                                  | Stimmen | %    | Mandate |
| ------ | --------------------------------------- | ------- | ---- | ------- |
|        | Democrazia Cristiana                    | 254.614 | 41,0 | 30      |
|        | Partito Comunista Italiano              | 138.134 | 22,3 | 15      |
|        | Partito Socialista Italiano             | 54.565  | 8,8  | 5       |
|        | Partito Nazionale Monarchico            | 53.352  | 8,6  | 5       |
|        | Movimento Sociale Italiano              | 47.898  | 7,7  | 4       |
|        | Partito Sardo d’Azione                  | 43.215  | 7,0  | 4       |
|        | Partito Liberale Italiano               | 12.359  | 2,0  | 1       |
|        | Partito Socialista Democratico Italiano | 11.231  | 1,8  | 1       |
|        | PSDI – PLI                              | 3.591   | 0,6  | −       |
|        | Alleanza Democratica Nazionale          | 1.303   | 0,2  | −       |
| Gesamt | Gesamt                                  | 620.262 | 100  | 65      |